# Thyridium
Thyridium ist die einzige Gattung der Thyridiaceae, die wiederum die einzige Familie der Ordnung der Thyridiales innerhalb der Schlauchpilze (Ascomycota) sind.

## Merkmale
Thyridium-Arten bilden Stromata, die zerstreut bis gruppiert liegen. In der Hauptfruchtform werden als Fruchtkörper Perithecien gebildet, die  fast kugelig bis flaschenförmig sind. Das Ostiolum, die obere halsartige Öffnung ist zylindrisch und ist periphysat, d. h. sie haben fädige Filamente entlang der Öffnung. Die zahlreich vorhandenen Paraphysen sind unverzweigt, zylindrisch und durchscheinend. Die gestielten Schläuche haben nur eine Zellwand (unitunikat), sind zylindrisch und besitzen einen apikalen Ring. Die durchscheinenden bis braunen Sporen sind fast eiförmig bis elliptisch und  muriform (mehrzellig mit Quer- und Längswänden). In der Nebenfruchtform werden mehr oder weniger kugelige Pyknidien gebildet. Die konidiogenen Zellen sind phialidisch. Die Konidien sind elliptisch bis eiförmig, unseptiert und durchscheinend. Die Kolonien sind effus (flächig ausbreitend) oder mit Sporodochien. Die Konidienträger sind fädig (mikronematös) und mononematös, das heißt, sie entstehen aus einer einzelnen Hyphe. Sie sind einfach oder verzweigt, durchscheinend und dünnwandig.

## Lebensweise und Verbreitung
Thyridium-Arten kommen auf verschiedenen Pflanzen vor und leben saprotroph oder semibiotroph.

## Systematik und Taxonomie
Die Gattung Thyridium wurde bereits 1867 von  Theodor Nitschke  erstbeschrieben, die Familie Thyridiaceae dann 1987 von Jing Zhu Yue und Ove Erik Eriksson. Ryosuke Sugita und Kazuaki Tanaka beschrieben dann 2022 die Ordnung. Sie ist monotypisch, da die Gattung Phialemoniopsis zu Thyridium congenerisch ist und daher nur noch ein Synonym ist.
Die Gattung Thyridium enthält 33 Arten. Die Typusart ist Thyridium vestitum.